# グリニッジ・ストリート
座標: 北緯40度43分18.96秒 西経74度0分35.44秒 / 北緯40.7219333度 西経74.0098444度

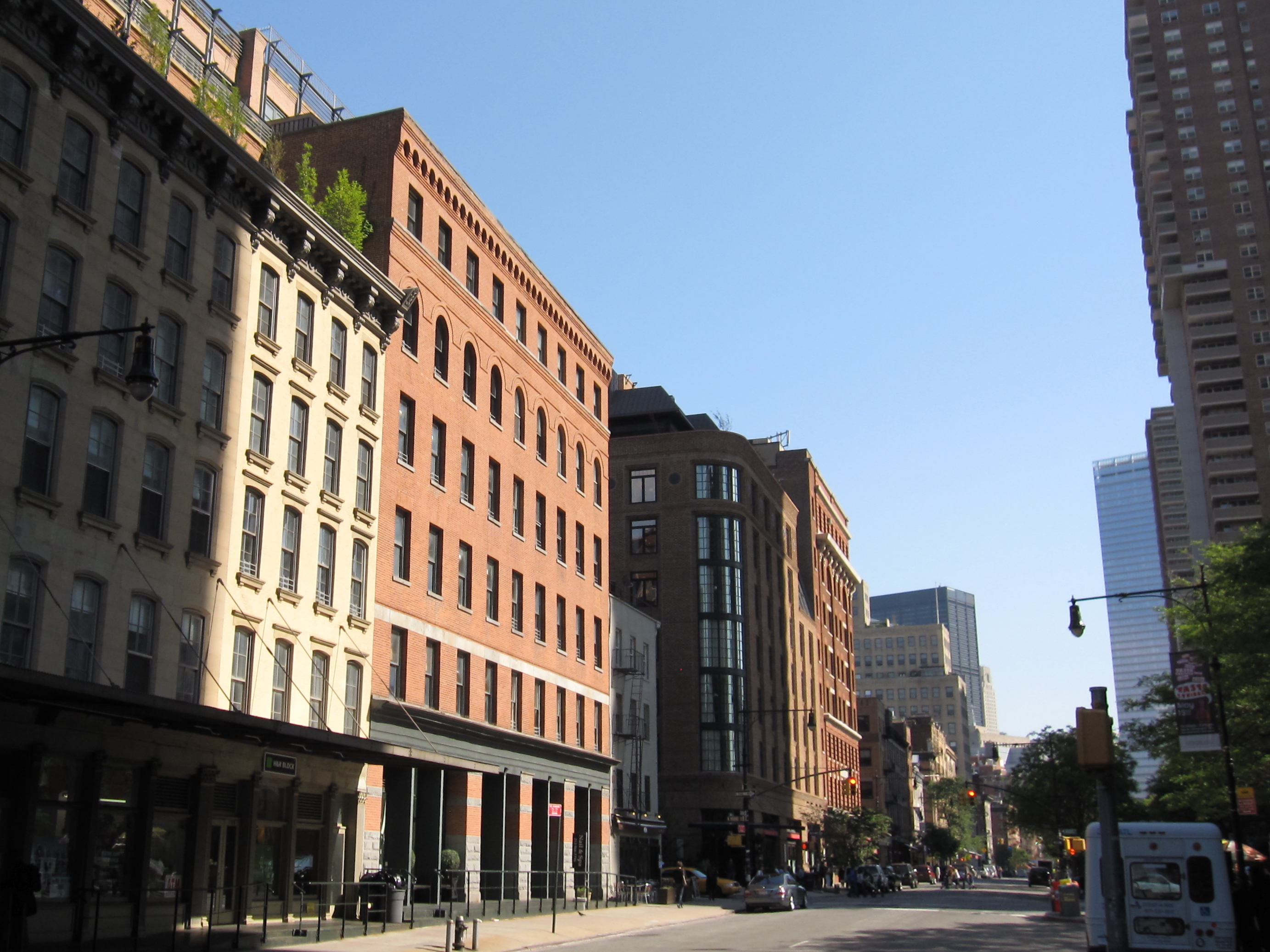
ノース・ムーア・ストリート (Moore Street) の辺りから南を見た光景

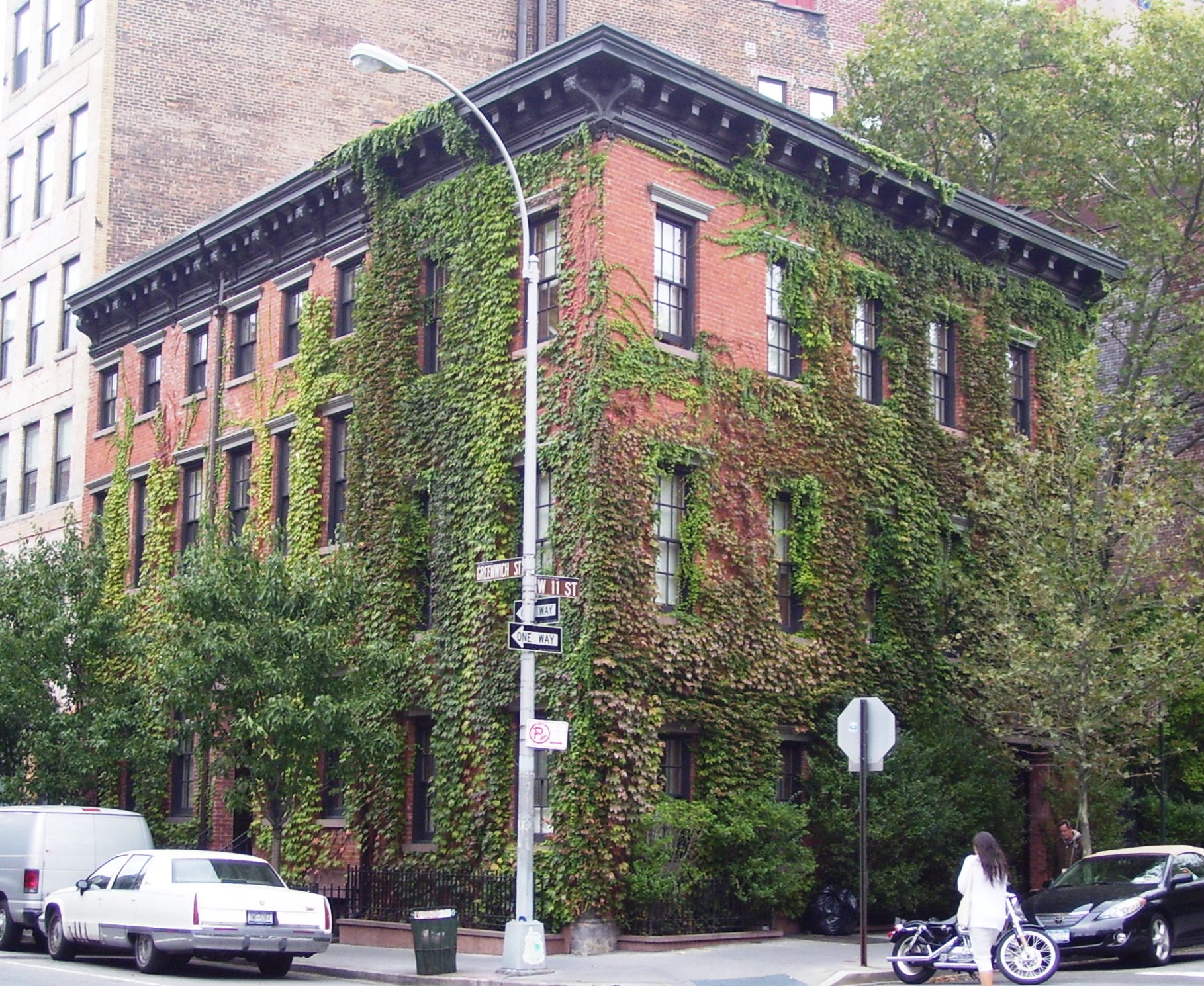
西11丁目に建つ753-57 グリニッジ・ストリート

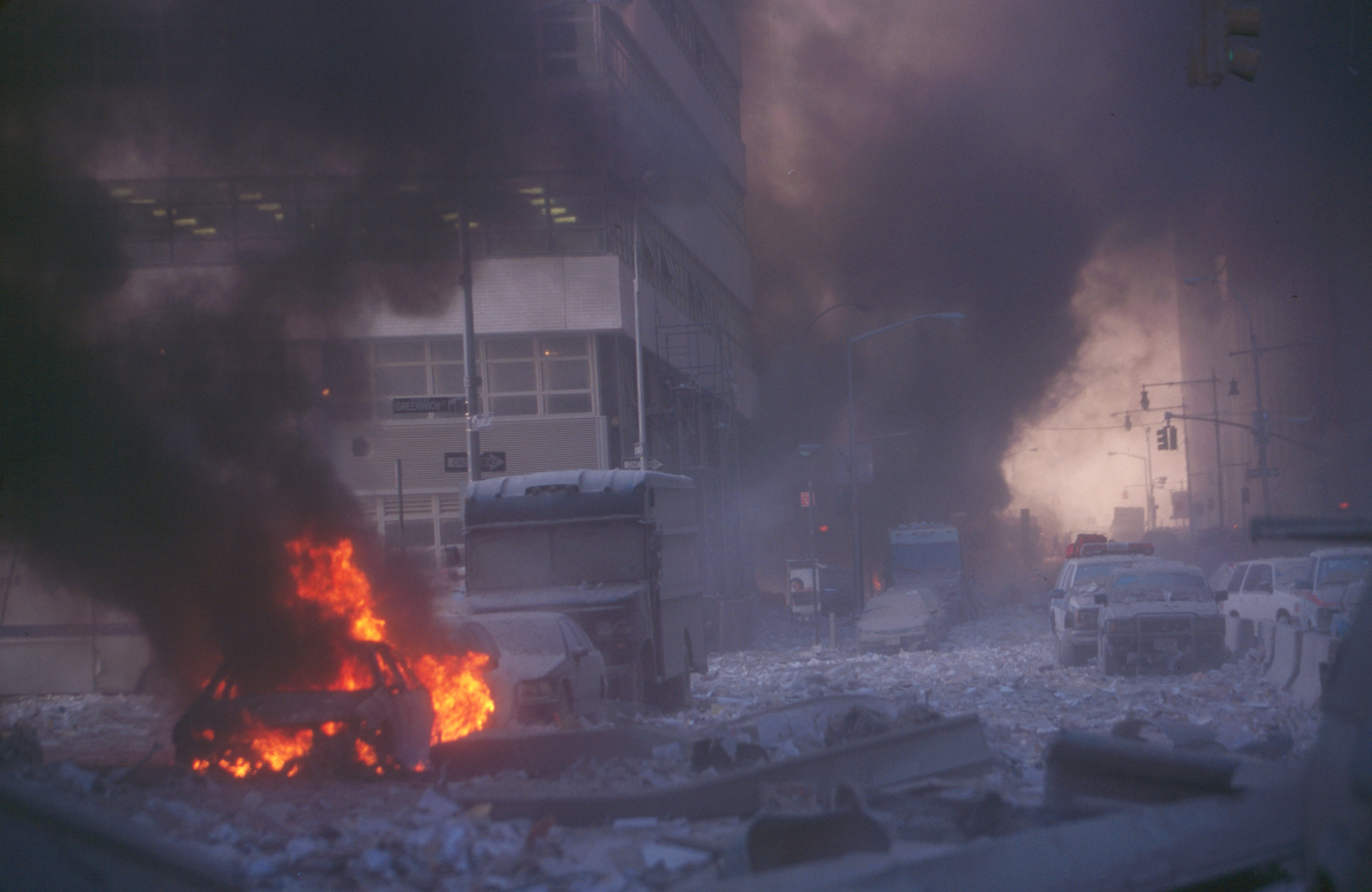
アメリカ同時多発テロ事件直後、破壊されたワールド・トレード・センターの近くのバークレイ・ストリートとの角から東を見た光景。

グリニッジ・ストリート (Greenwich Street) はニューヨーク市マンハッタン区を南北に走る通りである。この通りの北端はミートパッキング・ディストリクトの9番街とガンゼヴォート・ストリートとの交差点、南端はバッテリー・パークであり、途中ヴィージー・ストリートとリバティ・ストリートの間の区間はワールド・トレード・センター・サイトによって分断されている。現在進められているこのサイトの再開発によって、この通りは再び一本につながる計画である。
この通りと交差する主な東西に走る通りは、北から順に、クリストファー・ストリート、ハウストン・ストリート、キャナル・ストリート、およびチェンバーズ・ストリートがある。グリニッジ・ストリートは、ミートパッキング・ディストリクト、ウエスト・ヴィレッジ、ハドソン・スクエア、そしてトライベッカなど様々なネイバーフッドを通過する。スプリング・ストリートより北の区間は北行きの一方通行で、南の区間は南行きの一方通行となっている。

## 名前
グリニッジ・ストリート – 元々はグリニッジ・ロード (Greenwich Road) と呼ばれていた – とグリニッジ・アベニュー（これらの通りは混同しやすい）の名前はともに、かつては市とは独立した地方であったグリニッジ村 (village of Greenwich) に由来している。この地域はニューヨーク市が北へと拡大していく中で、市に組み込まれた。"グリニッジ" (Greenwich) は"緑の村" (Green village) を意味し、"which"の語尾はラテン語のvicusからザクセン語のwickを経て派生した。この二つの通りのうち、グリニッジ・ストリートは景色がよく最短でグリニッジ・ヴィレッジへ行ける人気がある道であったが、19世紀にハドソン川が埋め立てられ川岸が遠ざかるまでは川の水が氾濫することがあった。

## 歴史
18世紀後半までに、グリニッジ・ストリートの南の区間はニューヨーク市で最も流行の住宅が集まる地区の一つとなった。通り沿いには4階建ての連邦様式の大邸宅が並んでいた。一方で、この通りの北の区間は職人、小売り店主、そして解放された黒人の集落となっていた。グリニッジ・ストリートは1820年には選ばれし住所としての地位を維持していたが、1850年代までには裕福な住人たちはより北の地区に移っており、この通り沿いの私宅は一般的ではなくなった。この場所に長くとどまった人物にはホテル経営者のen:Amos Enoがいる。彼は一度ここから去っており、彼の娘によると彼は「移民の宿泊施設に取り囲まれていた」。1873年、バター・チーズ取引所 (Butter and Cheese Exchange) がこの通りに開業した。そこは、毎日、乳製品が届けられる貨物列車のターミナル駅からそれほど遠くない場所であった。1882年までに、ニューヨーク蒸気会社の蒸気生成プラントの一つはグリニッジ・ストリートとデイ・ストリート (Dey Street) の角に位置していた。
19世紀初頭、サーカス団長John Bill Rickettsは"New Ampitheatre"（新円形劇場）をグリニッジ・ストリートで開業させた。これはen:Joseph-François Manginの設計で、彼の"Equestrian Circus"（乗馬サーカス）を観にきた満員の観客で賑わっていた。このサーカスの売りは"道化師、綱渡り、曲芸師、曲乗り師、 mounted Indians、そして花火"であった。これは、さらに150年前、現在のグリニッジ・ストリートとウォーレン・ストリート (Warren Street) の角の近くにフランシス・タバーンのサミュエル・フランシスによって建てられた"Vauxhall Gardens"の伝統を引き継いでいた。Vauxhall Gardensには、ろう人形館や花火イベント、アフタヌーン・ティー・カフェがあった。
1824年、1818年にアメリカにやってきた画家のトマス・コールはグリニッジ・ストリートの屋根裏部屋に住み着き、彼の作品を地元のショップに展示していた。詩人・作家のエドガー・アラン・ポーは1844年から1845年の短い期間、この通りの宿泊施設に住んでいたが、通りの不清潔さとハマグリとナマズを売る露天商人の喧噪に不平を漏らし、この場所を気に入っていなかった。
1800年代半ば、この通りには"en:Madame Restell"（本名Ann Lohman）の直販店があった。彼女は望まぬ妊娠の中絶のためのピルを販売していた。グリニッジ・ストリートは子供を生みたい女性のための産科施設が位置する場所も兼ねていた。1846年、彼女の競合相手が流した彼女が殺人を起こしたというデマに怒った群衆がグリニッジ・ストリートの彼女の本社に詰め寄り、彼女をニューヨークから強制退去させようとし、40人の警察官がようやく事態を収めた。事業が成功し金持ちになったRestellは幾度も逮捕されたことがあるが、トラブルを収拾させるだけの資金を賄うことができた。最終的に彼女は5番街と52丁目の角に邸宅を建てた。
1867年、技術者のCharles T. Harveyはニューヨーク州議会から短い高架線の延伸を実験として建設する許可を得ることにこぎ着けた。この路線は、バッテリー・プレイス (Battery Place) の北のグリニッジ・ストリートに位置し、半マイルの単線式で、二つの定置式エンジンを両端に備え、モーターで前後に駆動される車両とケーブルでつながれたもので、1868年6月には試運転の準備ができていた。Harvey自身はジェイ・グールドとJames Fiskの投機によって引き起こされた1869年の暗黒の金曜日で破産したが、彼が設立した会社は幾度もの再編を経て、1872年にニューヨーク高架鉄道会社として結実した。この会社は、グリニッジ・ストリート上の単線の高架路線を9番街から30丁目までを走る蒸気機関車を運用していた。この路線はハドソン・リバー鉄道のターミナル駅に接続できるようになった。最終的にこの路線は9番街高架線となり、その後1940年に解体された。

## 交通機関
ニューヨーク市地下鉄IRTブロードウェイ-7番街線はグリニッジ・ストリートの地下をヴィージー・ストリートからグリニッジ・ストリートの南端までを走っている。WTC-コートランド駅およびレクター・ストリート駅がその区間上にある。
パストレインワールド・トレード・センター駅（NWK–WTC線, HOB–WTC線）はヴィージー・ストリートとグリニッジ・ストリートの交差点に位置している。
ワールド・トレード・センター・トランスポーテーション・ハブがグリニッジ・ストリートとチャーチ・ストリートの間に建設されており、ディ・ストリート通路およびフルトン・センター (2 3 4 5 A C J Z 系統の列車) を通じて、ワールド・トレード・センターの周りの5つの駅を接続することになっている (2 3 A C E 系統の列車、N R W 系統の列車とPATHトレイン)。
MTAバスは、アップタウンM11バスがグリニッジ・ストリートをBethune Streetからガンゼヴォート・ストリートまでの区間を走っている。クロスタウンM8バスは、クリストファー・ストリートを西向きに、西10丁目を東行きに走ており、それぞれグリニッジ・ストリートを横切る。同様に、M21バスはハウストン・ストリートを西行きに、スプリング・ストリートを東行きに走り、 それぞれグリニッジ・ストリートを横切る。